# Franken-Therme

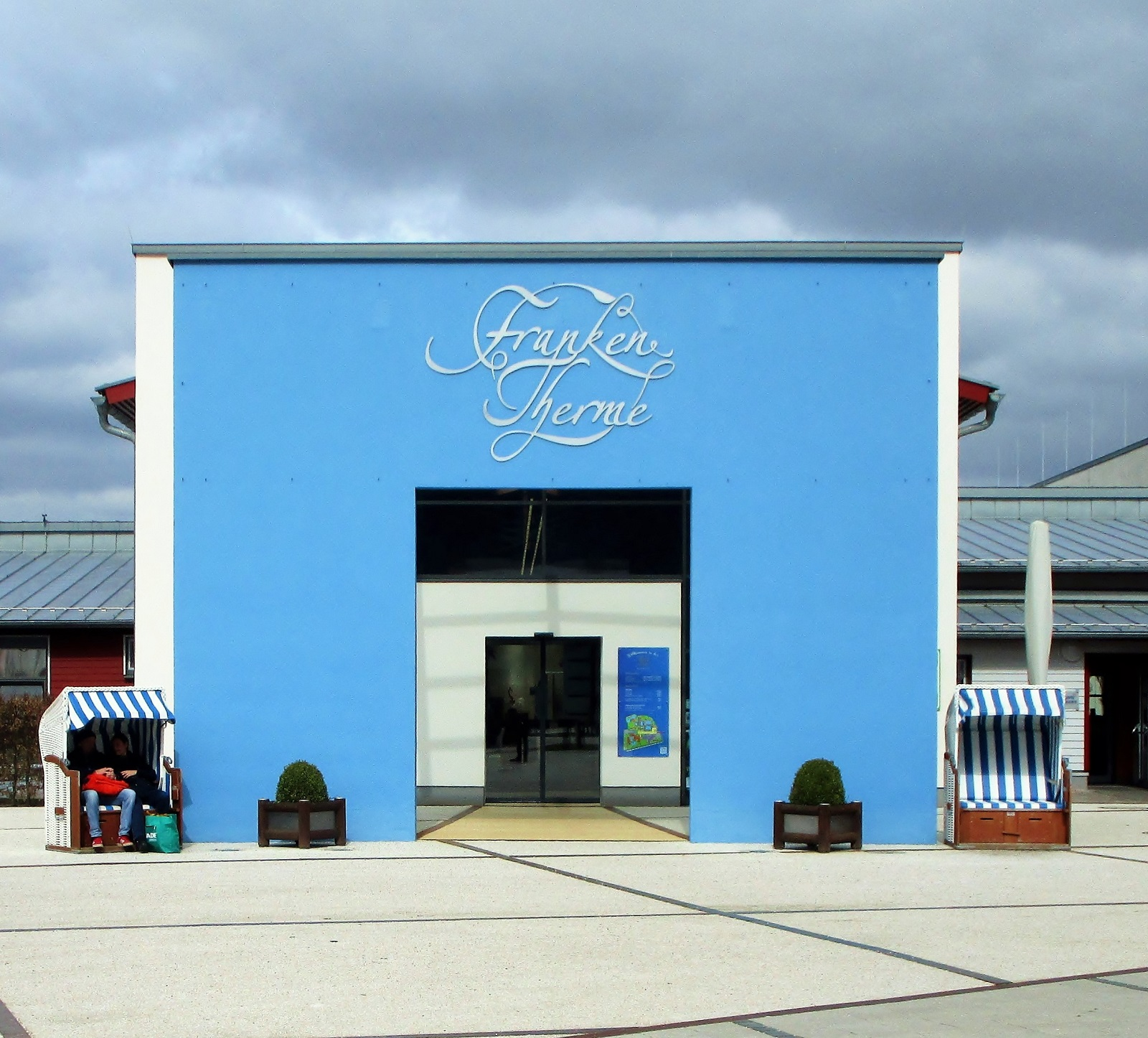
Eingang der Franken-Therme

Die Franken-Therme ist ein Thermalbad mit Badebereich, einem künstlich angelegten Salzsee, Sauna- und Wellness-Bereich in Bad Windsheim. Betreiber der Franken-Therme ist die Franken-Therme Bad Windsheim GmbH. Die Anlage wurde am 16. Dezember 2005 eröffnet. Die Baukosten beliefen sich auf 18,6 Millionen Euro. Zumindest 2010 wurde die Anlage erweitert.

## Themenbereiche
Die Franken-Therme ist in vier Themenbereiche gegliedert: die Badehallen, den Hochsolebereich mit Salzsee, die Saunalandschaft und den Wellness-Bereich. Der Hochsolebereich und die Saunalandschaft sind aufpreispflichtig. Für den Wellness-Bereich bezahlt man keinen pauschalen Aufschlag – hier muss man die Anwendungen im Voraus buchen und separat bezahlen.

### Badehallen
Die „Badehallen“, der normale Badebereich der Anlage, bestehen aus drei Thermalwasser-Sole-Becken (1,5 % – 4 % Sole, ca. 30 °C – 34 °C), davon eines im Außenbereich, zwei Textil-Dampfbädern, zwei Ruheräumen und ein auch von extern zugängliches Restaurant. An allen Öffnungstagen findet fünf Mal täglich eine kostenlose Wassergymnastik statt.

### Hochsolebereich mit Salzsee

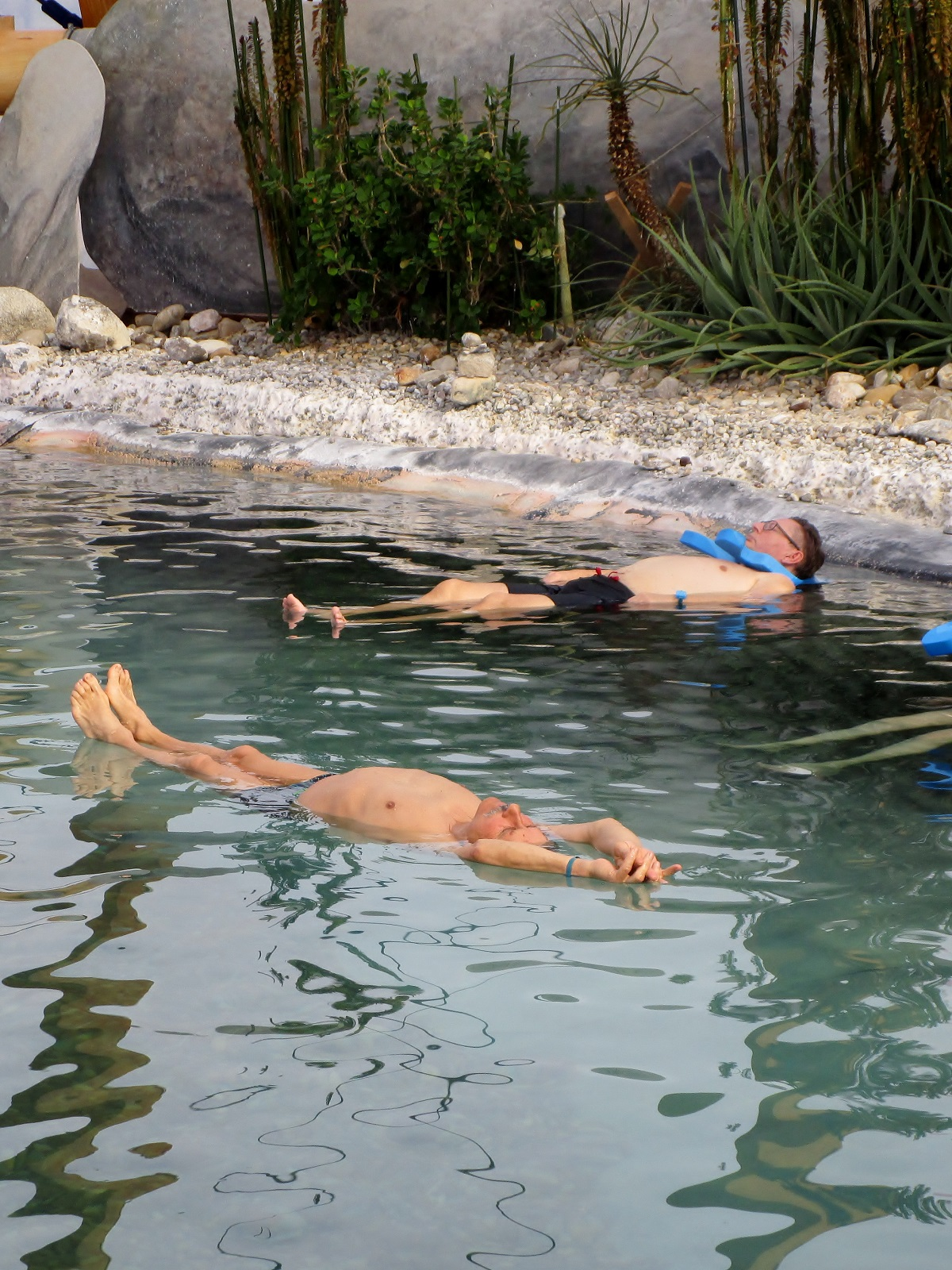
Salzsee Franken-Therme

Das Thermalwasser für den teilweise überdachten Salzsee, ein fluoridhaltiger Thermal-Sole-Säuerling, wird nur 200 m entfernt von der Franken-Therme aus der sogenannten „Thermalsole-Quelle“ gefördert und direkt in den Salzsee eingeleitet. Dieser künstliche See wird mit der vollgesättigten Sole gespeist und hat einen Salzgehalt von 26,9 % und (durch stetiges Heizen) eine Wassertemperatur von ca. 26 °C – 30 °C.
Zum Themenbereich „Hochsolebereich“ gehören auch zwei weitere Innenbecken mit 12 % Sole und 34 °C – 36 °C Wassertemperatur sowie ein weiteres Außenbecken.

### Saunalandschaft
Die Saunalandschaft gliedert sich in Außen- und Innenbereich: Im Außenbereich gibt es drei Saunen (Panoramasauna, Kaminofensauna, Bio-Sauna), zwei Ruheräume (einer davon zum Schlafen), ein Erfrischungsbecken (ca. 12 °C) und ein Entspannungsbecken (1,5 %-Sole, ca. 32 °C – 34 °C). Im Innenbereich stehen vier Saunen (Finnische Sauna, Bio-Sauna, Zirbensauna und Brechelbad), eine sog. Schneesauna (einer auf ca. −10 °C ausgelegten „Sauna“ mit der Möglichkeit, sich mit zerstoßenem Eis abzureiben), ein Dampfbad, Fußbecken, Solarium, ein Tauchbecken und zwei Ruheräume zur Verfügung. Ein Sauna-Bistro bietet Speisen und Getränken an.

### Wellness-Bereich
Der Wellness-Bereich bietet den Gästen 20- bis 120-minütige Anwendungen an. Alle Anwendungen des Wellness-Bereichs müssen in Einzelabsprache vorher kostenpflichtig gebucht werden.